# Razia Barakzai
Razia Barakzai (provincia de Farah, 1995) es una activista afgana por los derechos de las mujeres. Fue nombrada una de las 100 mujeres de la BBC en 2021 por su papel en las primeras protestas de mujeres contra los talibanes en agosto de 2021, tras su toma de Afganistán ese mismo mes.

## Trayectoria
Barakzai nació en la provincia de Farah, es hija única de padres pastunes, su madre era ama de casa y su padre comandante de las Fuerzas de Seguridad Afganas. Estudió Ciencias Políticas en la Universidad de Herat y obtuvo un máster en la Universidad de Kabul.
A finales de la década de 2010, Barakzai era la única proveedora de sustento de su familia. Trabajó como profesora universitaria en Kabul y para la Comisión Electoral Independiente de Afganistán en el palacio presidencial. Mientras estuvo en la comisión, se aprobaron cinco de los proyectos que sugirió, entre ellos las propuestas de parques de la paz en las provincias de Herat y Nangarhar y la creación de sistemas en línea con los que los usuarios pudieran presentar quejas y peticiones al gobierno. Su último día de trabajo en el palacio presidencial fue el 15 de agosto de 2021, cuando se pidió a todos los trabajadores que abandonaran el lugar por su propia seguridad; los talibanes tomaron el edificio ese mismo día.
El 16 de agosto de 2021, tras la toma del poder en Afganistán por los talibanes, Barakzai y otras dos mujeres lideraron las primeras protestas de mujeres contra el nuevo gobierno en la plaza Zanbaq, cerca del palacio presidencial. Tras las protestas, fue detenida y golpeada. En Internet, Barakzai creó la etiqueta #AfghanWomenExist para organizar manifestaciones en persona. Siguió participando en protestas en septiembre de 2021, en respuesta a las declaraciones que sugerían que las mujeres no podrían ocupar cargos en el nuevo gobierno. Durante estas protestas, Barakzai denunció haber sido golpeada en la cabeza por fuerzas talibanes, y que se habían utilizado gases lacrimógenos y gas pimienta contra los manifestantes.
Barakzai y otros organizadores online declararon el 10 de octubre de 2021 Día Mundial de la Solidaridad con las Mujeres Afganas. En diciembre de 2021, Barakzai participó en protestas en torno a los derechos de las mujeres a trabajar y estudiar, y a la necesidad de ayuda económica.
A finales de 2021, Barakzai huyó de Afganistán debido a las amenazas de muerte que los talibanes lanzaron contra ella. Primero viajó a Mashdad (Irán), pero se trasladó tras darse cuenta de que estaba siendo vigilada. Continuó cambiando de ubicación mientras seguía recibiendo amenazas de muerte.
A principios de noviembre de 2022, Barakzai ayudó a organizar una campaña de envío de cartas dirigidas al Consejo de Seguridad de las Naciones Unidas, en las que se instaba al organismo a tomar medidas para ayudar a las mujeres afganas. Criticó a la vicesecretaria general de la ONU, Amina Mohammed, y a la enviada especial de Estados Unidos para las mujeres, las niñas y los derechos humanos afganos, Rina Amiri, por reunirse con oficiales talibanes o sugerir que los talibanes podrían ser validados como gobierno legítimo de Afganistán.
En julio de 2023, Barakzai vivía en Pakistán con familiares. Mantuvo contacto con activistas dentro de Afganistán y ha seguido hablando en contra de las políticas talibanes, como el cierre de salones de belleza para mujeres.

## Reconocimientos
En 2021 fue una de las mujeres incluidas en la lista 100 Women de la BBC.